# Championnat du Bangladesh de football 2022
Navigation
Édition précédente Édition suivante
La saison 2022 du Championnat du Bangladesh de football est la quatorzième édition de la Bangladesh League, le championnat national professionnel de première division bangladais. Les douze équipes engagées sont regroupées au sein d'une poule unique où elles affrontent deux fois leurs adversaires. En fin de saison, les deux derniers du classement sont relégués.

## Participants
- Abahani Limited Dhaka
- Mohammedan SC Dacca
- Muktijoddha Sangsad KC
- Sheikh Russell KC
- Rahmatganj MFS
- Abahani Limited Chittagong
- Saif SC
- Uttar Baridhara Club
- Sheikh Jamal Dhanmondi Club
- Bangladesh Police FC
- Bashundhara Kings
- Swadhinata KS - promu de D2

## Compétition

### Classement
Le classement est établi sur le barème de points classique : victoire à 3 points, match nul à 1, défaite à 0.
| Rang | Équipe                      | Pts | J  | G  | N | P  | Bp | Bc | Diff |
| ---- | --------------------------- | --- | -- | -- | - | -- | -- | -- | ---- |
| 1    | Bashundhara Kings (C) C T   | 57  | 22 | 18 | 3 | 1  | 53 | 21 | +32  |
| 2    | Abahani Limited Dhaka       | 47  | 22 | 14 | 5 | 3  | 55 | 31 | +24  |
| 3    | Saif SC                     | 37  | 22 | 11 | 4 | 7  | 59 | 36 | +23  |
| 4    | Sheikh Jamal Dhanmondi Club | 35  | 22 | 9  | 8 | 5  | 34 | 31 | +3   |
| 5    | Mohammedan SC Dacca         | 33  | 22 | 8  | 9 | 5  | 40 | 26 | +14  |
| 6    | Sheikh Russell KC           | 31  | 22 | 8  | 7 | 7  | 35 | 30 | +5   |
| 7    | Abahani Limited Chittagong  | 31  | 22 | 8  | 7 | 7  | 39 | 42 | -3   |
| 8    | Bangladesh Police FC        | 30  | 22 | 8  | 6 | 8  | 28 | 32 | -4   |
| 9    | Muktijoddha Sangsad KC      | 19  | 22 | 5  | 4 | 13 | 27 | 42 | -15  |
| 10   | Rahmatganj MFS              | 18  | 22 | 4  | 6 | 12 | 33 | 46 | -13  |
| 11   | Uttar Baridhara Club        | 14  | 22 | 3  | 5 | 14 | 27 | 55 | -28  |
| 12   | Swadhinata KS P             | 10  | 22 | 2  | 4 | 16 | 22 | 50 | -28  |

|  | Qualification pour la Ligue des champions de l'AFC 2023-2024                               |
|  | Qualification pour la Coupe de l'AFC 2023-2024                                             |
|  | Relégation directe en deuxième division                                                    |
|  | T : Tenant du titre C : Vainqueur de la Coupe du Bangladesh P : Promu de deuxième division |

- Si le champion se qualifie pour la phase de poule de la ligue des champions, le 3e participe à la Coupe de l'AFC.

## Bilan de la saison
| Championnat du Bangladesh de football 2022 |                              |
| Champion                                   | Bashundhara Kings (3e titre) |
| Qualifications continentales               |                              |
| Ligue des champions de l'AFC 2023-2024     | Bashundhara Kings            |
| Coupe de l'AFC 2023-2024                   | Bashundhara Kings            |
| Promotions et relégations                  |                              |
| Promus en Bangladesh League                | Fortis FC Ltd                |
| Promus en Bangladesh League                | Azampur FC                   |
| Relégués en Bangladesh Championship League | Uttar Baridhara Club         |
| Relégués en Bangladesh Championship League | Swadhinata KS                |